# Leschenault-Flughund

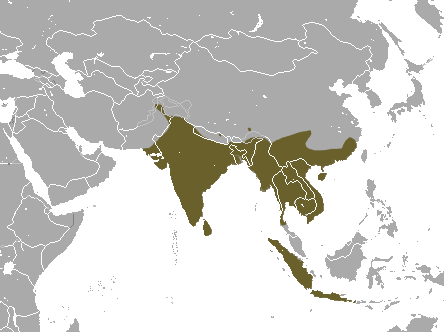
Verbreitungsgebiet des Leschenault-Flughundes

Der im südlichen Asien verbreitete Leschenault-Flughund (Rousettus leschenaultii) ist ein Fledertier in der Gattung der Höhlenflughunde. Das Typusexemplar stammt aus der Umgebung von Puducherry im südöstlichen Indien. Der Artzusatz im wissenschaftlichen Namen ehrt den französischen Ornithologen Jean-Baptiste Leschenault de La Tour.

## Merkmale
Dieser mittelgroße Flughund ist ohne Schwanz 95 bis 120 mm lang, die Schwanzlänge beträgt 10 bis 18 mm, die Unterarme sind 80 bis 99 mm lang und das Gewicht liegt bei 40 bis 93 g. Es sind 19 bis 24 mm lange Hinterfüße und 18 bis 24 mm lange Ohren vorhanden. Die Oberseite ist mit dunkelbraunem Fell bedeckt, während unterseits hellgraues Fell vorkommt. Typisch ist die gelbliche Halskrause bei Männchen, die bei älteren Exemplaren deutlicher ist. Ein weiteres Kennzeichen sind die länglichen inneren Prämolaren im Unterkiefer, die die 1,5 bis 2-fache Länge der unteren Eckzähne erreichen.

## Verbreitung
Der Leschenault-Flughund kommt vom östlichen Pakistan und südlichen China über Indien, die Indochinesische Halbinsel, die nördliche Malaiische Halbinsel, Sumatra und Java bis Lombok vor. Er lebt im Flachland und in Gebirgen bis 2000 Meter Höhe. Die Exemplare halten sich in unterschiedlichen Wäldern auf und besuchen öfter Plantagen.

## Lebensweise
Dieser Flughund ruht am Tage in Höhlen und Gebäuden oder gelegentlich in Straßendurchlässen oder anderen Wasserleitungen. Er frisst Früchte wie Feigen und Bananen, die mit Blättern und Blumen komplettiert werden. Einzelne Tiere wurden beobachtet, wie sie kleine Fische fingen. Im Himalaya wandert das Tier vor der kalten Jahreszeit zu tieferen Regionen. Andere Populationen wechseln nur zwischen Verstecken, die näher beieinander liegen. Allgemein gibt es zwei Fortpflanzungszeiten pro Jahr mit je einem Jungtier. Kurz nach der Geburt ist das Weibchen erneut paarungsbereit. Die Nachkommen werden etwa zwei Monate gesäugt. Im Frühjahr geborene Weibchen sind nach etwa fünf Monaten geschlechtsreif und können an der zweiten Paarungszeit teilnehmen. In Höhlen bildet der Leschenault-Flughund Kolonien mit bis zu 2.000 Mitgliedern. Es gibt gemischte Gruppen, Junggesellengruppen und Kolonien aus ausschließlich Weibchen.

## Gefährdung
Verschiedene Faktoren wirken sich negativ auf die Bestandsentwicklung aus. Dazu zählen Waldrodungen, Störungen durch Besucher am Ruheplatz, Bekämpfung mit Waffen oder Gift in Obstplantagen und die Jagd zur Gewinnung von Wildfleisch oder Mitteln für die traditionelle Medizin. Die IUCN schätzt eine Populationsabnahme von 25 Prozent (gebietsweise bis 60 Prozent) in den 15 Jahren vor 2021 und listet die Art in der Vorwarnliste (near threatened).